# Taridius
Taridius is een geslacht van kevers uit de familie van de loopkevers (Carabidae). De wetenschappelijke naam van het geslacht is voor het eerst geldig gepubliceerd in 1875 door Chaudoir.

## Soorten
Het geslacht Taridius omvat de volgende soorten:
- Taridius abdominalis Fedorenko, 2012
- Taridius andrewesi Emden, 1937
- Taridius birmanicus Bates, 1892
- Taridius coriaceus Fedorenko, 2012
- Taridius disjunctus Fedorenko, 2012
- Taridius fasciatus Fedorenko, 2012
- Taridius jendeki Kirschenhofer, 2010
- Taridius niger Andrewes, 1935
- Taridius nilgiricus Andrewes, 1935
- Taridius opaculus Chaudoir, 1875
- Taridius ornatus Fedorenko, 2012
- Taridius pahangensis (Kirschenhofer, 2003)
- Taridius piceus Fedorenko, 2012
- Taridius sabahensis (Kirschenhofer, 2003)
- Taridius stevensi Andrewes, 1923
- Taridius vietnamensis (Kirschenhofer, 1996)
- Taridius wrasei Kirschenhofer, 2010